# Elektrofil

Příklad elektrofilní adice

Elektrofil (řecky jantar (ήλεκτρον) - česky elektron, řecky philos - česky přítel) je chemická látka, která při chemické reakci přijímá elektronový pár poskytnutý nukleofilem, čímž vzniká chemická vazba. Všechny molekuly nebo ionty s nedostatkem elektronů mohou reagovat jako elektrofily.

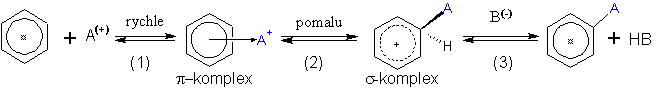
Příklad elektrofilní aromatické substituce

Většina elektrofilů je kladně nabita, má atom s částečným kladným nábojem nebo atom bez oktetu elektronů. Protože elektrofily přijímají elektrony, jsou z definice Lewisovými kyselinami. Typickými elektrofily jsou karbokationty, protony (H+) a halogeny, stejně jako karbonylové sloučeniny.
Nejčastějšími elektrofilními reakcemi jsou adice a substituce na alifatických nebo aromatických uhlovodících.
Elektrofilita označuje afinitu elektrofilu k elektronovému páru. Opakem elektrofility je elektrofobie (řecky phobos - česky strach). Taková molekula nebo iont odpuzuje elektrony, protože má volný elektronový pár. Elektrofobie se obvykle nazývá nukleofilie.

## Elektrofilní částice
V organické syntéze jsou jimi často kationty jako H+ a NO+, polarizované neutrální molekuly jako chlorovodík, alkylhalogenidy, acylhalogenidy a karbonylové sloučeniny, polarizovatelné neutrální molekuly jako Cl2 a Br2, oxidační činidla jako organické perkyseliny, chemické látky nesplňující oktetové pravidlo (například karbeny a radikály) a některé Lewisovy kyseliny jako BH3 a diisobutylhydrid hlinitý (DIBAL).

## Elektrofilní reakce
Elektrofily působí na tu část nukleofilu, která má nejvyšší elektronovou hustotu. Nejčastějšími elektrofilními reakcemi jsou:
- Elektrofilní adice (AE) - adiční reakce na dvojné nebo trojné vazbě mezi atomy uhlíku (nenasycené uhlovodíky alkeny a alkyny)
- Elektrofilní alifatická substituce (SE) - elektrofil nahrazuje funkční skupinu u alifatických sloučenin
- Elektrofilní aromatická substituce (SE) - elektrofil reaguje s aromatickým kruhem, nejčastější je připojení funkčních skupin na benzenové jádro

## Elektrofilita
| Tabulka indexů elektrofility pro některé částice | Tabulka indexů elektrofility pro některé částice |
| ------------------------------------------------ | ------------------------------------------------ |
| Fluor                                            | 3.86                                             |
| Chlor                                            | 3.67                                             |
| Brom                                             | 3.40                                             |
| Jod                                              | 3.09                                             |
| Chlornany                                        | 2.52                                             |
| Oxid siřičitý                                    | 2.01                                             |
| Sirovodík                                        | 1.64                                             |
| Benzol                                           | 1.45                                             |
| Sodík                                            | 0.88                                             |

Existuje několik metod, jak seřadit částice podle jejich elektrofility. Jednu z metod navrhl Robert Ghormley Parr. Elektrofilita je indikována indexem elektrofility ω podle rovnice:
{\displaystyle \omega ={\frac {\chi ^{2}}{2\eta }}\,}
kde {\displaystyle \chi \,} je elektronegativita a {\displaystyle \eta \,} chemická tvrdost podle koncepce HSAB (Hard and Soft Acids and Bases). Index elektrofility ω platí také pro volné radikály.
Výše uvedená rovnice je analogická klasické rovnici o vztazích pro elektrickou energii P:
{\displaystyle P={\frac {U^{2}}{R}}\,}
kde {\displaystyle R\,} je elektrický odpor a  {\displaystyle U\,}elektrické napětí.